# Amos Mkhari
Amos Mkhari (Soshanguve, ¿? - Tshwane, 7 de octubre de 2014) fue un futbolista sudafricano que jugaba en la demarcación de extremo.

## Biografía
Debutó como futbolista en 1974 con el Witbank Spurs FC. Jugó en el club durante cuatro años. En 1978 se fue al Orlando Pirates FC, quien se hizo con sus servicios. En 1980 ganó la Copa de Sudáfrica tras ganar por 3-2 al Moroka Swallows. Tres años después ganó la MTN 8. Jugó en el equipo hasta 1986, año en el que se retiró como futbolista.
Falleció el 7 de octubre de 2014 en Tshwane.

## Clubes
| Club               | País      | Año         |
| ------------------ | --------- | ----------- |
| Witbank Spurs FC   | Sudáfrica | 1974 - 1978 |
| Orlando Pirates FC | Sudáfrica | 1978 - 1986 |

## Palmarés

### Campeonatos nacionales
| Título            | Club               | País      | Año  |
| ----------------- | ------------------ | --------- | ---- |
| Copa de Sudáfrica | Orlando Pirates FC | Sudáfrica | 1980 |
| MTN 8             | Orlando Pirates FC | Sudáfrica | 1983 |